# Juan José Gutiérrez Mayorga
Juan José Gutiérrez Mayorga (Guatemala, 1958) es un empresario guatemalteco, presidente Chairman de CMI Alimentos (Corporación Multi Inversiones), una corporación multilatina con operaciones en 15 países y más de 54,000 empleados que trabaja a través de dos grandes agrupaciones de negocio CMI Alimentos y CMI Capital.
En los negocios de CMI Alimentos, se incluyen negocios en el sector de molinos de harina de trigo y maíz, la producción de pastas y galletas, la industria avícola, porcícola, procesados y fabricación de embutidos, alimentos balanceados para animales y mascotas e industria de restaurantes, siendo su marca insignia Pollo Campero . CMI Capital incluye proyectos de generación de energía renovable, desarrollo de proyectos inmobiliarios y servicios financieros   
En junio de 2005, la revista Newsweek, consideró a Juan José Gutiérrez Mayorga, uno de los CEO´s más revolucionarios en estrategia corporativa, al lado de Steven Case, Thomas Middelhoff y Pierre Omidyar entre otros.  Es presidente de la Fundación Juan Bautista Gutiérrez, el brazo social de Corporación Multi Inversiones, la cual apoya proyectos de alto impacto en educación y salud.
Gutiérrez Mayorga dirige a la empresa familiar en su tercera generación en donde la meta principal ha sido la expansión de Pollo Campero hacia Estados Unidos alcanzando 100 restaurantes para 2024 invirtiendo 190 millones de dólares.

### Familia
Juan José Gutiérrez Mayorga es el primogénito del matrimonio entre Dionisio Gutiérrez padre y Esperanza Mayorga.
Su abuelo, Juan Bautista Gutiérrez, fue uno de los fundadores de Multi Inversiones, S.A. la cual cuenta en la actualidad con más de 40,000 colaboradores. Fue Juan Bautista Gutiérrez quien, en la década de 1920, inició una pequeña tienda en San Cristóbal Totonicapán, en el occidente de Guatemala.  En 1936 fundó el Molino Excélsior y en 1965 dio inicio a las operaciones avícolas al adquirir la granja Villalobos.  Fue en la década de 1970 que, por iniciativa de su hijo Dionisio Gutiérrez padre, incursiona en el negocio del pollo frito dando origen a Pollo Campero. CMI se ha diversificado y ampliado en diferentes tipos de industrias como la industria de alimentos en molinos de harinas de trigo y maíz, producción de pastas y galletas, producción avícola y porcícola, restaurantes, finanzas, energía, desarrollo inmobiliario y otras; busca siempre adaptarse a las tendencias de los mercados.  
El dolor e infortunio llegó a la familia Gutiérrez el 3 de octubre de 1974. Una avioneta, tripulada por Dionisio Gutiérrez padre y Alfonso Bosch, con dirección a Honduras para brindar ayuda a los damnificados por el Huracán Fifi, se precipitó a tierra en las cercanías de San José Pinula, causando la muerte de ambos miembros de la familia.
CMI es liderada desde hace más de 50 años por la tercera generación de las familias Gutiérrez Mayorga y Bosch Gutiérrez a través de sus presidentes Chairman Juan José Gutiérrez Mayorga y Juan Luis Bosch Gutiérrez. 

### Empresario a temprana edad
A raíz de la muerte de su padre, en 1974, se presentaron cambios significativos en la vida de la familia Gutiérrez.  Juan José Gutiérrez Mayorga finalizó su carrera universitaria en 1977. Sin embargo, el plan para completar sus estudios en Estados Unidos sufrió cambios con la decisión de incorporarse al equipo de trabajo de la Planta de Embutidos Toledo de CMI. 
Al cumplir 23 años recibió la oferta para tomar la dirección de lo que en aquel entonces era una pequeña cadena de restaurantes llamada Pollo Campero. En aquel momento se consideraba que Pollo Campero había llegado a su estado de madurez y lo que correspondía era brindarle mantenimiento. Sin embargo, para Juan José Gutiérrez Mayorga esa percepción no coincidía con su visión del negocio. Él consideraba que la cadena de pollo frito, que tenía ahora bajo su dirección, contaba con un enorme potencial de crecimiento. 
Como parte de su disciplina empresarial, y con el deseo y necesidad de conocer mejor el negocio de restaurantes, Juan José Gutiérrez Mayorga se dio a la tarea de involucrarse en todos los procesos internos de Pollo Campero. De esta forma, realizó diversas funciones como freír el pollo, atender a los clientes y cobrar en las cajas registradoras. Estas actividades le permitieron tener una mejor visión de lo que el negocio era en ese momento y de lo que podía llegar a ser.  

### Expansión Internacional[7][8]
En 1982, con tan solo 23 años, Juan José Gutiérrez Mayorga tomó la gerencia de Pollo Campero. Hasta ese momento su experiencia laboral se basaba en conocimientos referentes a la industria cárnica. Por lo tanto, representó un reto el desarrollar una estrategia de crecimiento para una industria distinta y poder expandir el negocio de los restaurantes.  En 1982, Pollo Campero aún no era una cadena de restaurantes ya que contaba con un concepto de cafeterías, con 14 puntos de venta en Guatemala y 5 en El Salvador. En ese momento Pollo Campero formaba parte del área avícola de la corporación y funcionaba como un negocio vertical que suprimía intermediarios, llegando directamente al consumidor.
Generar expansión en el negocio requería más que inversión económica. Este reto implicaba hacer un cambio de mentalidad y de imagen. Era necesario transformarse de cafeterías, con un menú limitado, a una cadena de restaurantes en proceso de crecimiento. 
En 1986 Pollo Campero abrió un primer restaurante en Coral Way, Miami.  La operación duró únicamente un año.  Este aparente fracaso representó para Juan José Gutiérrez Mayorga una escuela de aprendizaje sobre lo que en realidad se necesitaba para hacer crecer una cadena de restaurantes a nivel internacional.  El aprendizaje obtenido rindió sus frutos cuatro años después. En 1990 el proceso de expansión en la región centroamericana empezó a desarrollarse. Desde1988 se presentó un crecimiento de aproximadamente 10 restaurantes por año, siendo Guatemala y El Salvador los principales lugares de ese incremento. 
Para el segundo quinquenio de los años noventa, se inició el modelo de franquicias. La marca Pollo Campero se posicionó en países como Panamá, Nicaragua, Ecuador y Costa Rica. Sin embargo, se continuó trabajando bajo el modelo de franquicia. 
En el 2002, la aventura de expansión continuó en Estados Unidos. Pollo Campero llegó a la ciudad de Los Ángeles, con una mejor preparación gracias a la experiencia adquirida en años anteriores. El posicionamiento logrado en otros países, sumado a la estrategia de crecimiento, fueron los cimientos para el éxito que se ha obtenido con la cadena de restaurantes Pollo Campero. En el 2005, Pollo Campero contaba con 196 restaurantes en 9 países, de los cuales 22 restaurantes se encontraban ubicados en El Salvador y en las ciudades más grandes de Estados Unidos: Los Ángeles, Washington, Dallas, Houston.  En el 2006, Juan José Gutiérrez Mayorga y el equipo de Pollo Campero abrieron el primer restaurante de Pollo Campero en España. 

### Del Pollo a la Corporación
Juan José Gutiérrez Mayorga asumió la Presidencia Corporativa de CMI en el 2011, celebrando su amplia trayectoria en Pollo Campero con un legado de 340 restaurantes ubicados en 10 países como Estados Unidos, España, Italia, entre otros. Desde entonces, Juan José dirige las estrategias de crecimiento y expansión de los negocios de la corporación. En el 2018 fue nombrado Presidente Chairman de CMI Alimentos. 
Juan José Gutiérrez Mayorga es también director de Procesadora Nacional de Alimentos (PRONACA), a raíz de la firma de un contrato de compraventa con CMI, en donde Juan José es Presidente Chairman de CMI Alimentos.  
Desde 1990, CMI inició un proceso de diversificación en la industria avícola, porcícola, producción de embutidos, alimentos balanceados para animales y mascota, producción de conservas y exportación de palmito, entre otros. En este esfuerzo se une un gran equipo humano que contribuye a que PRONACA se desarrolle brindando su aporte a la buena alimentación y al bienestar social.    
En 2022, CMI Alimentos anuncia una inversión de USD1.800 millones en proyectos de mejora de infraestructura e innovación para Guatemala, El Salvador y Honduras.

### Atentado a su vida
En 1995 Juan José Gutiérrez Mayorga era presidente de la Cámara de Industria de Guatemala. El 16 de mayo de 1995, durante la noche, sufrió un atentado en contra de su vida. Se presume que aproximadamente 10 personas armadas abrieron fuego contra el vehículo en el que viajaba, el cual quedó seriamente dañado por la cantidad de impactos de bala recibidos y que, gracias al blindaje que tenía, permitió que Juan José Gutiérrez Mayorga saliera ileso. 
Dada la magnitud del atentado y lo que pudo representar para la sociedad civil, se presentó el ministro de Gobernación, Carlos Enrique Reynoso, al lugar de los hechos. 

Fuentes de inteligencia del Ejército de Guatemala informaron que el presunto capo Alfredo Moreno Molina podría haber estado implicado en los atentados contra Juan José Gutiérrez. Los investigadores indicaron que en archivos decomisados al capo fueron encontrados documentos que revelaban un control de horarios, movimientos y menciones sobre Gutiérrez.

### Participación en otras organizaciones
Juan José Gutiérrez Mayorga, en el período de 1990 -1995, fue presidente del Comité de Asociaciones Agrícolas Comerciales y Financieras en Guatemala (CACIF), presidente de la Cámara de Industria de Guatemala (CIG); presidente de la Federación de Cámaras de Industria de Centroamérica (FECAICA) y presidente de la Federación de Asociaciones del Sector Privado en Centroamérica y el Caribe (FEDEPRICAP).
Juan José Gutiérrez Mayorga es también miembro de la Junta Directiva de la Fundación Juan Bautista Gutiérrez, el brazo social de CMI que apoya proyectos enfocados especialmente en educación y salud.